# Municipio de Contentnea Neck
El municipio de Contentnea Neck (en inglés: Contentnea Neck Township) es un municipio ubicado en el  condado de Lenoir en el estado estadounidense de Carolina del Norte. En el año 2010 tenía una población de 3.684 habitantes.

## Geografía
El municipio de Contentnea Neck se encuentra ubicado en las coordenadas 35°21′12.59″N 77°28′1.87″O / 35.3534972, -77.4671861.